# جيولا مولنار (سياسي)
جيولا مولنار هو سياسي مجري، ولد في 17 أغسطس 1961 في بودابست في المجر. نشط حزبياً في الحزب الاشتراكي المجري.

## مناصب
- انتخب نائب عن الجمعية البرلمانية لمجلس أوروبا  [لغات أخرى]‏ لترشحه ضمن قائمة المجر، (24 يونيو 2002 – 27 يناير 2003).
- انتخب نائب عن الجمعية البرلمانية لمجلس أوروبا  [لغات أخرى]‏ لترشحه ضمن قائمة المجر، (24 أبريل 1995 – 20 سبتمبر 1999).
- انتخب mayor of a place in Hungary  [لغات أخرى]‏ Újbuda [الإنجليزية]‏ (2002 – 2010).
- انتخب عضو الجمعية الوطنية المجرية ‏ عن دائرة Budapest 18th constituency [الإنجليزية]‏ وقد انضم خلال فترته النيابية ‏ للكتلة البرلمانية الحزب الاشتراكي المجري.